# Afrotethina stuckenbergi
Afrotethina stuckenbergi är en tvåvingeart som beskrevs av Lorenzo Munari 1990. Afrotethina stuckenbergi ingår i släktet Afrotethina och familjen Canacidae. Inga underarter finns listade i Catalogue of Life.